# Tanger Med

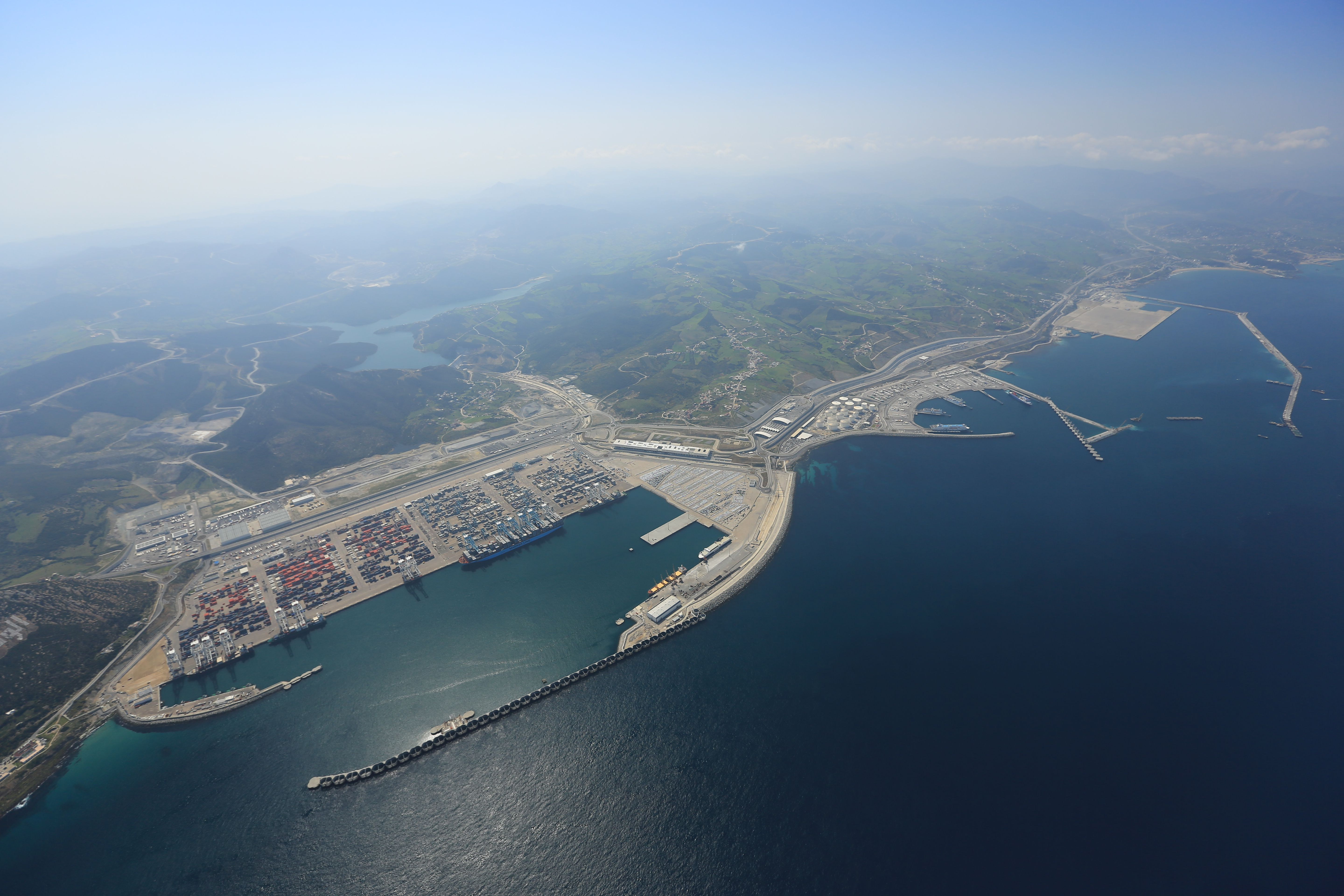
Tanger Med in 2016

Tanger Med is een goederenhaven gelegen op 40 km van Tanger in Marokko. De haven is sinds 2007 in bedrijf. De capaciteit van de haven was rond de 3,5 miljoen containers. Sinds de uitbreiding is de capacitieit toegenomen tot meer dan 8 miljoen TEU. Het is qua capaciteit de grootste haven van Afrika en de Middellandse Zee. 